# Így élt…
Az Így élt... sorozat a Móra Ferenc Könyvkiadó gondozásában jelent meg 1972 és 1994 között. (Az 1994-es Borbély Sándor-féle Ady-kötet javított kiadásban jelent meg, eztán már csak egy 1997-es utánnyomás jelent meg, Fekete Sándor Petőfi-életrajza). 

## Története
A sorozat egyes kötetei híres magyar és külföldi személyek (tudósok, művészek, politikusok, uralkodók) életét mutatják be, törekvése szerint olvasmányos formában, de a kronológiára is nagy súlyt fektetve. Az egyes kötetek fekete-fehér képekkel illusztrálva és a célközönség pénztárcájára tekintettel fűzött, 1989-ig kemény papírkötéses, később puhakötéses formában segítették az iskolai oktatást. A sorozatban az általános iskolai tananyagban szereplő személyeket választották be: nem nehéz azonban a sorozat szerkesztésében észrevenni a szocialista rendszer ideológiáját.
A kötet jellegzetes fehér-fekete-piros kemény táblás kötése, melyet Lengyel Lajos tervezett 1989-ben megújult. Új puhakötéses borítóját Török András tervezte.
A Magyar Vakok és Gyengénlátók Országos Szövetsége 4-4 hangkazettán hangoskönyvként is kiadta Tüskés Tibor Így élt Zrínyi Miklós című kötetét Galamb Zoltán előadásában, illetve Erdődy János Így élt Kolombusz Kristóf című kötetét Bereznay Éva előadásában.

## A sorozat kötetei
A címek után zárójelben szereplő dátum a kötet első megjelenésének dátumát jelenti.
| - Bertók László: Így élt Csokonai Vitéz Mihály (1973) - Bertók László: Így élt Vörösmarty Mihály (1977) - Bitskey István: Így élt Bethlen Gábor (1985) - Borbély Sándor: Így élt Ady Endre (1989) - Borbély Sándor: Így élt Nagy Lajos (1986) - Dániel Anna: Így élt Türr István (1985) - Erdődy János: Így élt Gutenberg (1973) - Erdődy János: Így élt Husz János (1983) - Erdődy János: Így élt Kolumbusz (1978) - Erdődy János: Így élt Magellán (1981) - Fekete Sándor: Így élt a szabadságharc költője: Petőfi Sándor (1972) - Fekete Sándor: Így élt Napóleon (1975) - Fodor András: Így élt József Attila (1980) - Font Márta: Így élt Könyves Kálmán (1993) - Földes Anna: Így élt Jászai Mari (1981) - Földes Anna: Így élt Móra Ferenc (1977) - Földes Péter: Így élt Stromfeld Aurél (1979) - Gerencsér Miklós: Így élt Táncsics Mihály (1975) - Gesszen, A.I.: Így élt Puskin (1976) - Gergely András: Így élt Engels Frigyes (1980) - Hahner Péter: Így élt Washington (1991) - Halász Zoltán: Így élt Pasteur (1976) - Hegedüs Géza: Így élt Dózsa György (1972) - Karátson Gábor: Így élt Leonardo da Vinci (1973) - Karcsai Kulcsár István: Így élt Blaha Lujza (1988) - Karcsai Kulcsár István: Így élt Déryné (1978) - Keresztury Dezső: Így élt Arany János (1978) - Kiss Dénes: Így élt Mátyás király (1990) - Kiss Tamás: Így élt Móricz Zsigmond (1979) | - Koroknai Zsuzsa: Így élt Lenin (1974) - Kovács István: Így élt Bem József (1983) - Lengyel Dénes: Így élt Jókai Mór (1975) - Levendel Júlia: Így élt Anton Csehov (1983) - Levendel Júlia: Így élt Karinthy Frigyes (1979) - Levendel Júlia: Így élt Kosztolányi Dezső (1985) - Lipp Tamás: Így élt Gárdonyi Géza (1989) - Marék Antal: Így élt Albert Schweitzer (1976) - Millok Éva: Így élt Marx Károly (1985) - Niederhauser Emil: Így élt Nagy Péter (1974) - Ordas Iván: Így élt Mária Terézia (1993) - Péter László: Így élt Juhász Gyula (1980) - Radó György: Így élt Madách Imre (1990) - Rigó Béla: Így élt Katona József (1991) - Rónaszegi Miklós: Így élt Marco Polo (1974) - Sávoly Mária : Így élt Bajcsy-Zsilinszky Endre (1986) - Simor András: Így élt Korvin Ottó (1977) - Simor András: Így élt Szamuely Tibor (1978) - Szabadi Judit: Így élt Rippl-Rónai József (1990) - Száva István – Vámos Magda: Így élt II. Rákóczi Ferenc (1976) - Szilágyi Ferenc: Így élt Kőrösi Csoma Sándor (1977) - Tüskés Tibor: Így élt Zrínyi Miklós (1973) - Vámos Magda: Így élt Darwin (1974) - R. Várkonyi Ágnes: Így élt Vak Bottyán (1975) - Vásárhelyi Miklós: Így élt Garibaldi (1983) - Véber Károly: Így élt Mikszáth Kálmán (1986) - Vekerdi László: Így élt Newton (1977) - Veress Dániel: Így élt Mikes Kelemen (1978) - Z. Szabó László: Így élt Kazinczy Ferenc (1977) |